# Maroilles, Nord
Maroilles là một xã ở trong tỉnh Nord ở miền bắc nước Pháp. Xã này có diện tích 22,13 km², dân số năm 1999 là 1384 người. Xã nằm ở khu vực có độ cao trung bình 186 mét trên mực nước biển.